# Pandora inflata
Pandora inflata is een tweekleppigensoort uit de familie van de Pandoridae. De wetenschappelijke naam van de soort is voor het eerst geldig gepubliceerd in 1965 door Boss & Merrill.